# Victor Klemperer
O professor doutor Victor Klemperer, judeu alemão (asquenazi), (Landsberg an der Warthe,  9 de outubro de 1881 – Dresda, 11 de fevereiro de 1960) foi um professor universitário de filologia românica na Universidade de Dresda até que foi demitido de suas funções em 1935, dois anos depois da chegada ao poder de Hitler. Foi um dos poucos habitantes de Dresda de origem judaica que sobreviveram ao Holocausto sem terem fugido para a Palestina, os Estados Unidos ou outros refúgios.

## O Diário de Victor Klemperer
Victor Klemperer tornou-se famoso pelo diário que ele manteve relatando a sua vida em Dresda nos anos do nazismo, um período crítico da história da Alemanha. Trata-se de um documento histórico de grande valor, no qual podemos hoje ler detalhadamente as chicanas, os insultos, as cuspidelas na cara, proibições, prisão, o roubo da sua propriedade e outras humilhações que as autoridades nazis e a grande massa dos seus compatriotas "arianos" lhe infligiram pessoalmente todos os dias. Lemos também aquilo que se passou com os seus concidadão judeus que por um motivo ou outro não fugiram da Alemanha (a maioria não conseguiu obter os vistos de autorização), e ficando na Alemanha tiveram menos sorte do que ele, sendo deportados para os campos de extermínio, ou, incapazes de aguentar a opressão, cometeram o suicídio.
Victor Klemperer nem sequer praticava o judaísmo, era protestante. Mas seus pais eram judeus, desde logo o suficiente para que tivesse que usar a estrela de David ao peito, fosse obrigado a assinar todos a correspondência e documentos oficiais com o nome "Victor Israel Klemperer", ficasse proibido de possuir animais de estimação, de frequentar a biblioteca pública (o seu pior tormento e o fim da sua produção literária académica), ou mesmo de ir ao cabeleireiro. A sua sorte foi ser casado com uma mulher protestante, que o acompanhou no destino trágico, vivendo no quarto do marido na "casa dos judeus", tendo sido chamada de prostituta, esbofeteada pelas autoridades nazis, que revistavam frequentemente os aposentos.

## A salvação

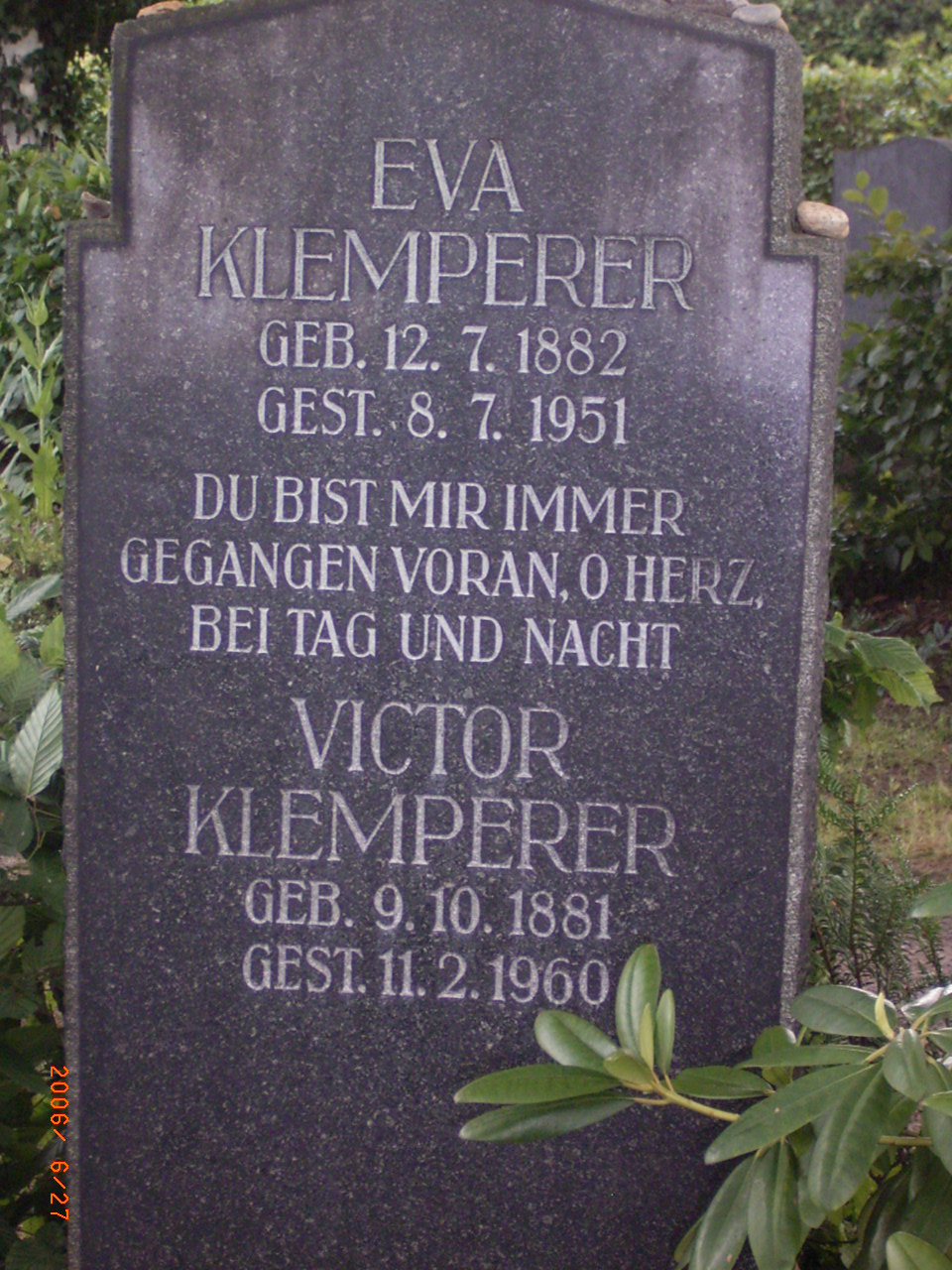
Túmulo de Victor Klemperer e sua esposa em Dresda

Graças ao casamento "misto" (a expressão usada pelos nazis para se referirem a casais dos quais só uma pessoa é de origem judaica), Klemperer não foi deportado como a maioria dos judeus, apesar de não ser seguro que isso não iria acontecer. Em 1945, quando Dresda é bombardeada, Klemperer aproveita-se do caos nas ruas e desfaz-se da sua estrela de David, fazendo-se passar por "ariano". Foi a sua salvação. A muito custo, conseguiu evitar ser denunciado, juntamente com a mulher permanentemente em caminhada pelas cidades alemãs semidestruídas. Apesar de continuar a existir polícia secreta e execução de desertores ou de judeus que não usassem a estrela de David, a organização das autoridades nazis já não era tão eficiente de forma a que pudessem confirmar a verdadeira identidade de Victor Klemperer e sua mulher. Aguentaram neste estado o tempo suficiente até que o exército americano libertou a pequena povoação onde se encontravam.

## A linguagem do Terceiro Reich
Victor Klemperer faz também uma excelente análise da linguagem típica destes anos, nomeada por ele como Língua Tertii Imperii (LTI) e adjetivada como infecciosa. A partir dela se disseminaram expressões comuns nos discursos de líderes nazistas, como "total" (guerra total), "eterno" e "democrata de cunho judeu". Ao se tornarem banais, ao mesmo tempo as palavras perderiam expressividade e intensidade, ganhando em virulência.
Em sua análise relata pormenores do dia-a-dia, incluindo anedotas que cursavam sobre Hitler e o Terceiro Reich.

## Obra
- Victor Klemperer: LTI: a linguagem do Terceiro Reich. Editora Contraponto, ISBN 978-85-7866-016-1
- Os diários de Victor Klemperer. Editado no Brasil por S. Paulo: Companhia das Letras.

Em alemão
- Victor Klemperer: Curriculum Vitae (Band I – II). Aufbau Taschenbuch Verlag 1996, ISBN 3-7466-5500-5
- Victor Klemperer: Leben sammeln, nicht fragen wozu und warum - Tagebücher 1919 - 1932. Aufbau Taschenbuch Verlag 1996, ISBN 3-351-02391-X
- Victor Klemperer: Ich will Zeugnis ablegen bis zum letzten - Tagebücher 1933 - 1945 (Band I – VIII). Aufbau Taschenbuch Verlag, ISBN 3-7466-5514-5
- Victor Klemperer: Und so ist alles schwankend - Tagebücher Juni - Dezember 1945. Aufbau-Verlag 1996, ISBN 3-7466-5515-3
- Victor Klemperer: So sitze ich denn zwischen allen Stühlen. Tagebücher 1945 - 1959 (Band I – II). Aufbau Taschenbuch Verlag 1999, ISBN 3-351-02393-6
- Victor Klemperer: LTI - Lingua Tertii Imperii. Reclam Verlag Leipzig, ISBN 3-379-00125-2